# Диагорас (аэропорт)
Международный аэропорт Родоса Диагорас (греч. Κρατικός Αερολιμένας Ρόδου «Διαγόρας») (ИАТА: RHO, ИКАО: LGRP) — гражданский аэропорт в Греции, расположенный на острове Родос, находящийся в 14 километрах от столицы острова в деревне Парадиси.
Аэропорт носит имя Диагора Родосского, уроженца Иалиса. Живший в V веке до н. э. атлет Диагор был дважды олимпийским чемпионом в кулачном бою.
Четвёртый по пассажиропотоку аэропорт Греции. Аэропорт обслуживает как регулярные, так сезонные рейсы. Пик пассажиропотока приходится на летний туристический сезон. Является хабом для Aegean Airlines и Olympic Air.

## История
Аэропорт Диагорас был открыт в 1977 году, заменив старый аэропорт Родоса Родос-Марица, который в настоящее время является военным аэродромом и расположен в трёх километрах к юго-востоку от аэропорта Диагорас. В 2005 году в аэропорту открылся новый пассажирский терминал, тем самым площадь аэропорта увеличилась до 31 000 м².

## Авиакомпании и направления

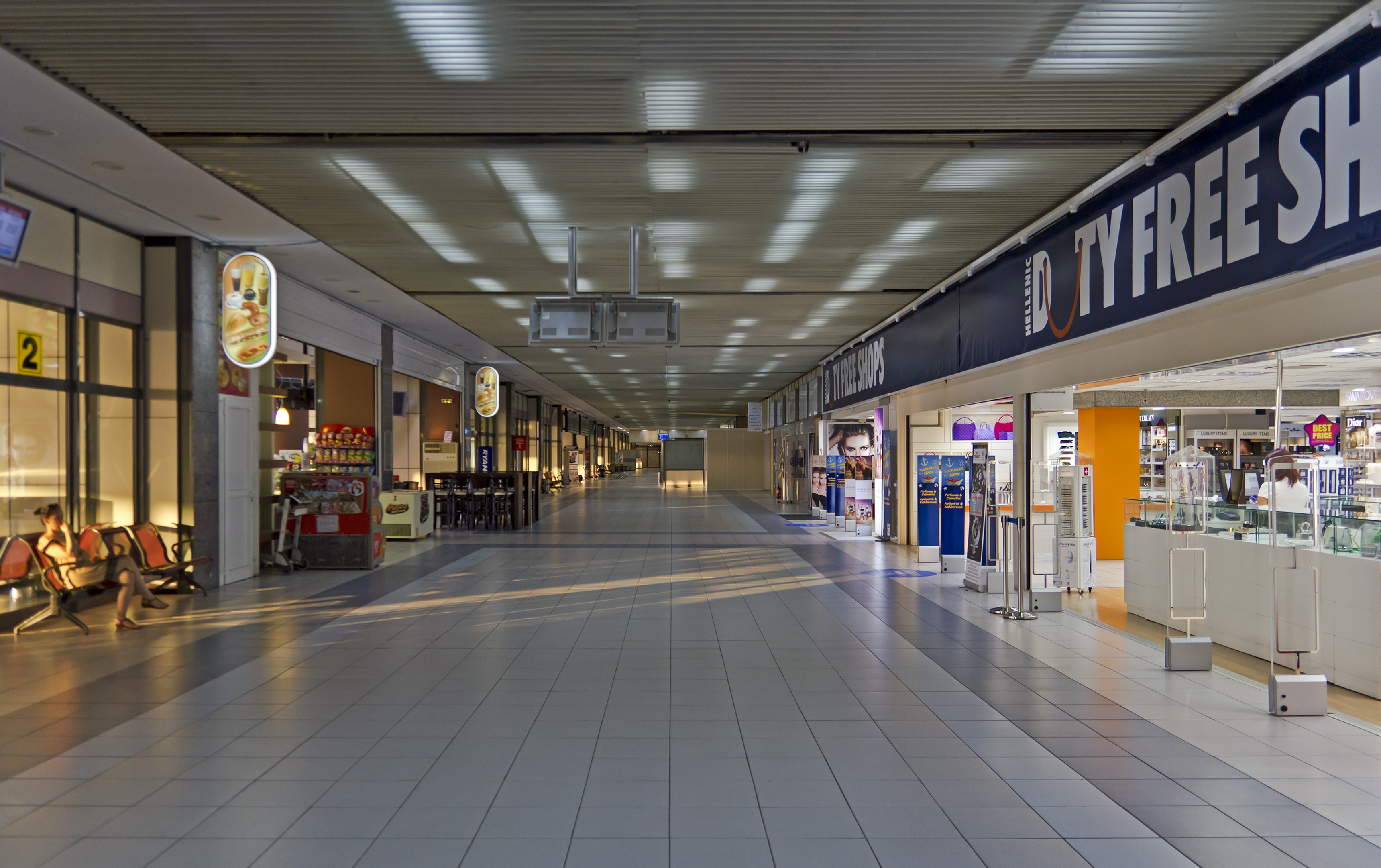
Зона Duty Free в аэропорту Диагорас

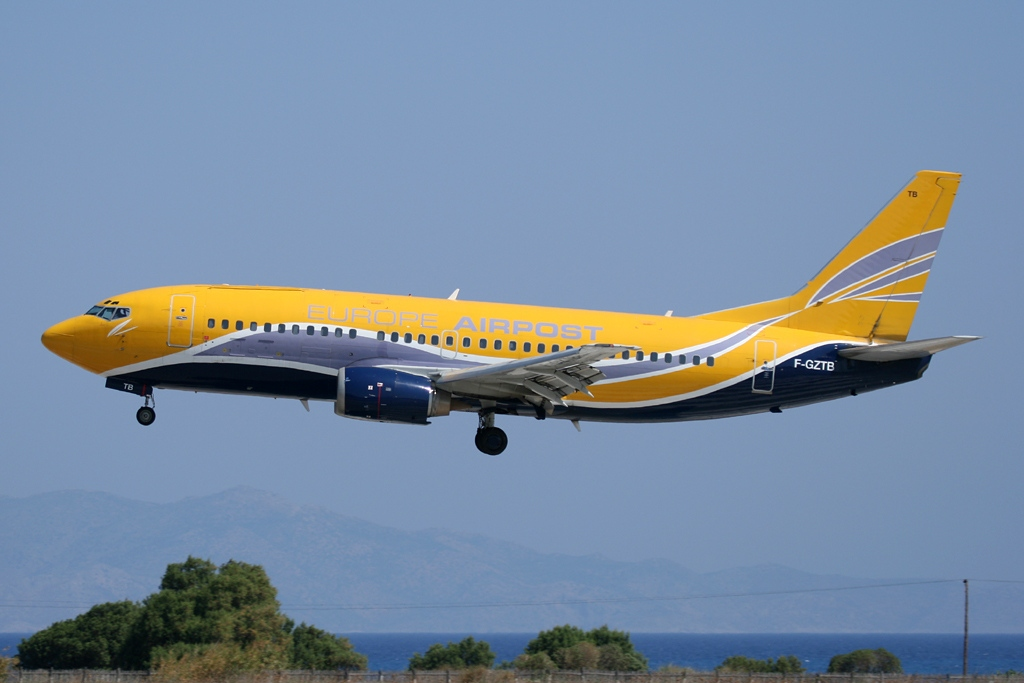
Boeing 737-300 Europe Airpost заходит на посадку в аэропорту Диагорас

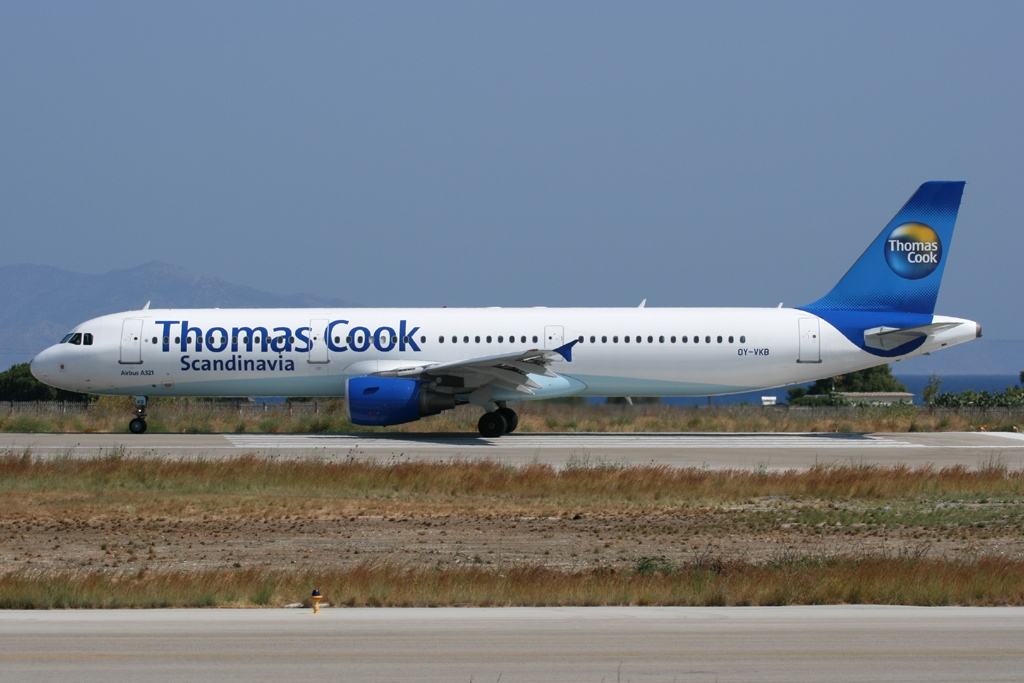
Airbus A321 Thomas Cook Airlines Scandinavia в аэропорту Диагорас

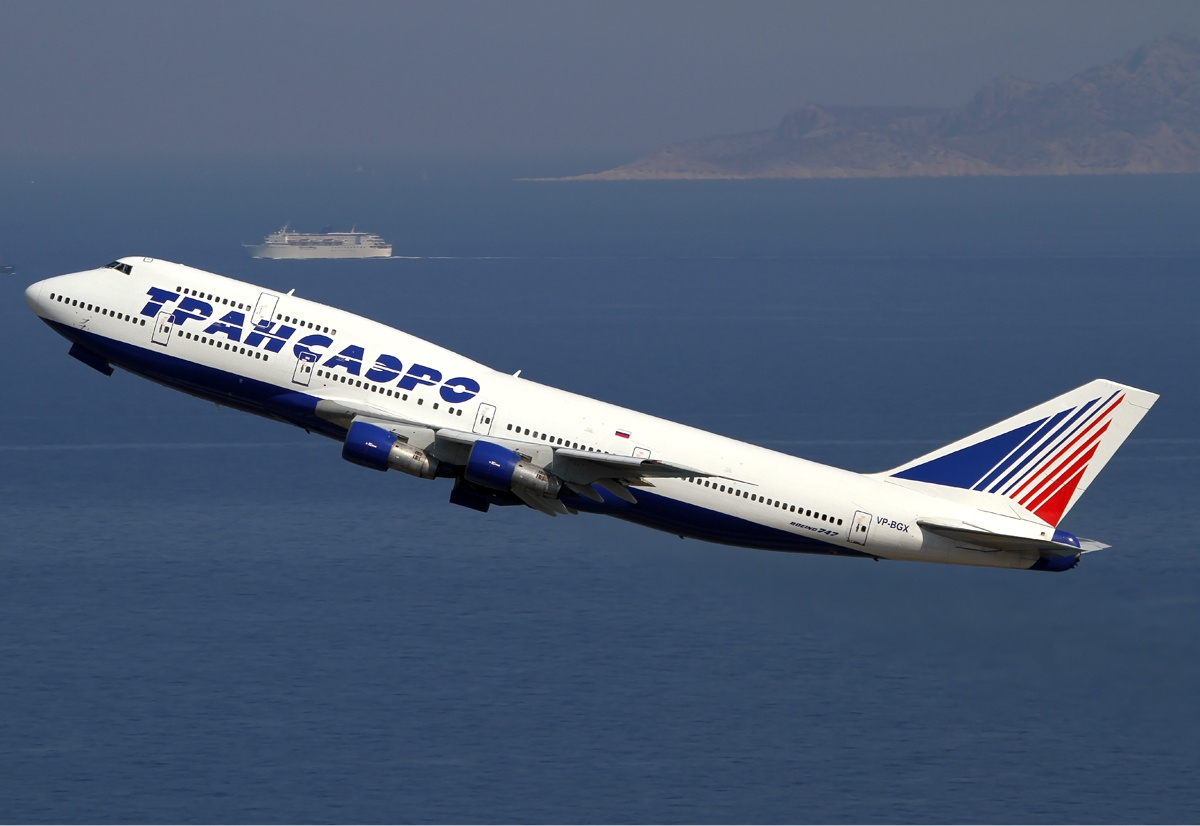
Boeing 747-300 Трансаэро вылетает из аэропорта Диагорас

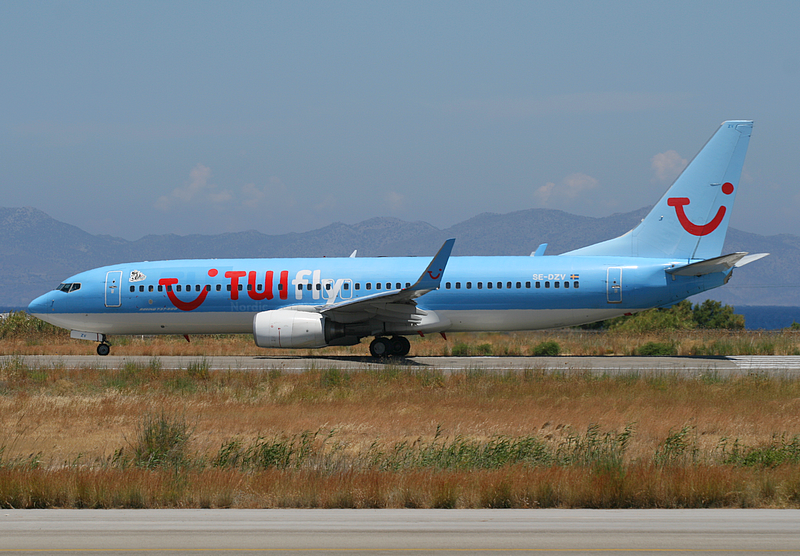
Boeing 737-800 TUIfly Nordic в аэропорту Диагорас

## Транспорт
От аэропорта до города Родос или до других городов острова можно добраться, воспользовавшись услугами рейсовых автобусов и такси.
Также к услугам прибывающих пассажиров предоставлены офисы следующих компаний по прокату автомобилей: Avis, Europcar, Hertz и Sixt.